# Acanthopsoides delphax
Acanthopsoides delphax är en fiskart som beskrevs av Siebert, 1991. Acanthopsoides delphax ingår i släktet Acanthopsoides och familjen nissögefiskar. Inga underarter finns listade i Catalogue of Life.